# Mehuín
Mehuín es un poblado ubicado en la costa de la comuna de Mariquina, en la Provincia de Valdivia, Región de los Ríos (Chile), y cuenta con 1135 habitantes (censo 1999). La principal actividad económica del pueblo es la pesca y otras actividades agropecuarias. También destaca el turismo.

## Ubicación

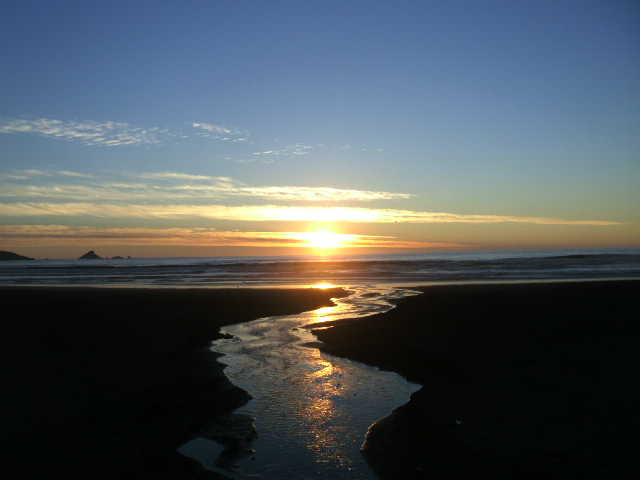
Vista de un atardecer en el mar desde Mehuín, pequeña localidad costera cercana a Valdivia (Chile).

El poblado está ubicado a las orillas de la desembocadura del río Lingue (a veces llamado Mehuín), que lo rodea para llegar al mar. Es el lugar preferido de los pescadores turísticos para tirar sus cañas (con suerte se pueden obtener grandes robalos). En dicho curso fluvial se puede navegar en bote o lancha, facilitados por los pescadores.
Se puede cruzar el río Lingue hacia el sector de caleta Mississipi a través de un puente inaugurado en 2015.
La playa Pichicuyin, ubicada al norte de Mehuín, es un lugar muy tranquilo y poco frecuentado, donde es posible acampar en lugares habilitados con disponibilidad de agua potable, baños y luz eléctrica. La playa Pichicuyin es cruzada por un estero que emana directamente del cerro.
Mehuín se ubica a 74 km de la capital regional Valdivia, a 26 kilómetros de su capital comunal San José de la Mariquina, a 6 km de Queule, a 42 km de Toltén y a 149 km de Temuco (Vía San José de la Mariquina y Ruta 5 Sur). Es un balneario mayoritariamente visitado por temuquenses, debido a que Temuco no posee costa tan hermosa.

## Medioambiente
En septiembre de 2024, se aprobó un Espacio Costero Marino de Pueblos Originarios (ECMPO) en las playas de Mehuín, permitiendo que las comunidades mapuche-lafkenches que habitan la zona puedan administar el territorio.

## Conectividad
Mehuín está conectado a través de la Ruta T-20 con su capital comunal y la Ruta 5 Sur y la Ruta 202 con la capital regional. Además está conectado con Queule, Toltén, Pitrufquén, Freire y Teodoro Schmidt por las rutas T-270, S-790, S-60 y S-70 respectivamente.

## Medios de comunicación

### TVD:[7]
Mehuín posee 2 canales de televisión digital abierta nacionales. TVN y Canal 13 llegan a la localidad.
7.1= TVN
7.2= NTV
13.1= Canal 13
13.2= Teletrece
Mehuín no posee radios propias, pero captan algunas radios de Toltén, Queule y Valdivia, entre ellas la radio Edelweiss Valdivia (103.7), la FM Dos (100.5), entre otras.
Antes en Mehuín se veía el canal Mega en su versión analógica, sin embargo, Mega no renovó la concesión para cambiarse a televisión digital en la localidad.